# العشق المر (مسلسل)
مسلسل العشق المر هو مسلسل تركي رومانسي عرض سنة 2015 من تأليف الكاتب ماهر إرول ومن إخراج جاجاتاي توسَن.

## قصة المسلسل
تبدأ حكايته من بطلة المسلسل عازفة الكمان ملك وحبيبها جود الي كان متزوج من بنت عدنان مدير الاعمال نورا والتي لم تكن تحب غير جود وعيناها لاترى غيره بينما هو ذهب وخانها مع ملك التي لم تكن تعرف ان جود متزوج وبينما عدنان الغني هو وشركاته ليدخل بمنافسة ضد اكرم وشركاته
وبعدها يتسبب بخسارة كبيرة بسبب خيانة جود له فقد اقنع اكرم جود بأن عدنان قتل والده بينما زوجته شانيهاز التي خانته مع اكرم وانجبت منه نورا وهو لايعرف والسبب ان عدنان كان بيحب زاهدة الي تكون ام علي الي يتزوج ملك فيما بعد بينما علي لايعرف ان والدته على قيد الحياة كانت شاهيناز قد اختطفت امه زاهدة الي كانت حبيبته لعدنان وتم عرض جزء واحد فقط بمعدل 45 حلقة.

## أبطال العمل
- سيلين شكرجي (نورا، سودا)
- ستشكين أوزدمير (جود، بولوت)
- سيزجي سينا (ملك)
- حسين عوني دانيال (عدنان، فرمان)
- موتلو جوناي (والد ملك).
- ألبيران دويماز (علي).